# Pazardzhik (huyện)
Pazardzhik là một huyện thuộc tỉnh Pazardzhik, Bungaria. Dân số thời điểm năm 2001 là 127918 người.